# 布洛因角
布洛因角（Blowing Point）是英国海外领地安圭拉的一个村庄，为该岛9个行政区的其中之一，位于该岛南海岸，2012年人口942人。也是安圭拉轮渡码头的所在地。
该地有安圭拉到法属圣马丁的定时轮渡，此处从马里戈特到布洛因角需要20分钟。

## 著名人物
- 热尔曼·休斯（1996年出生），足球球员[1]